# فولکس‌واگن گلف کابریولت

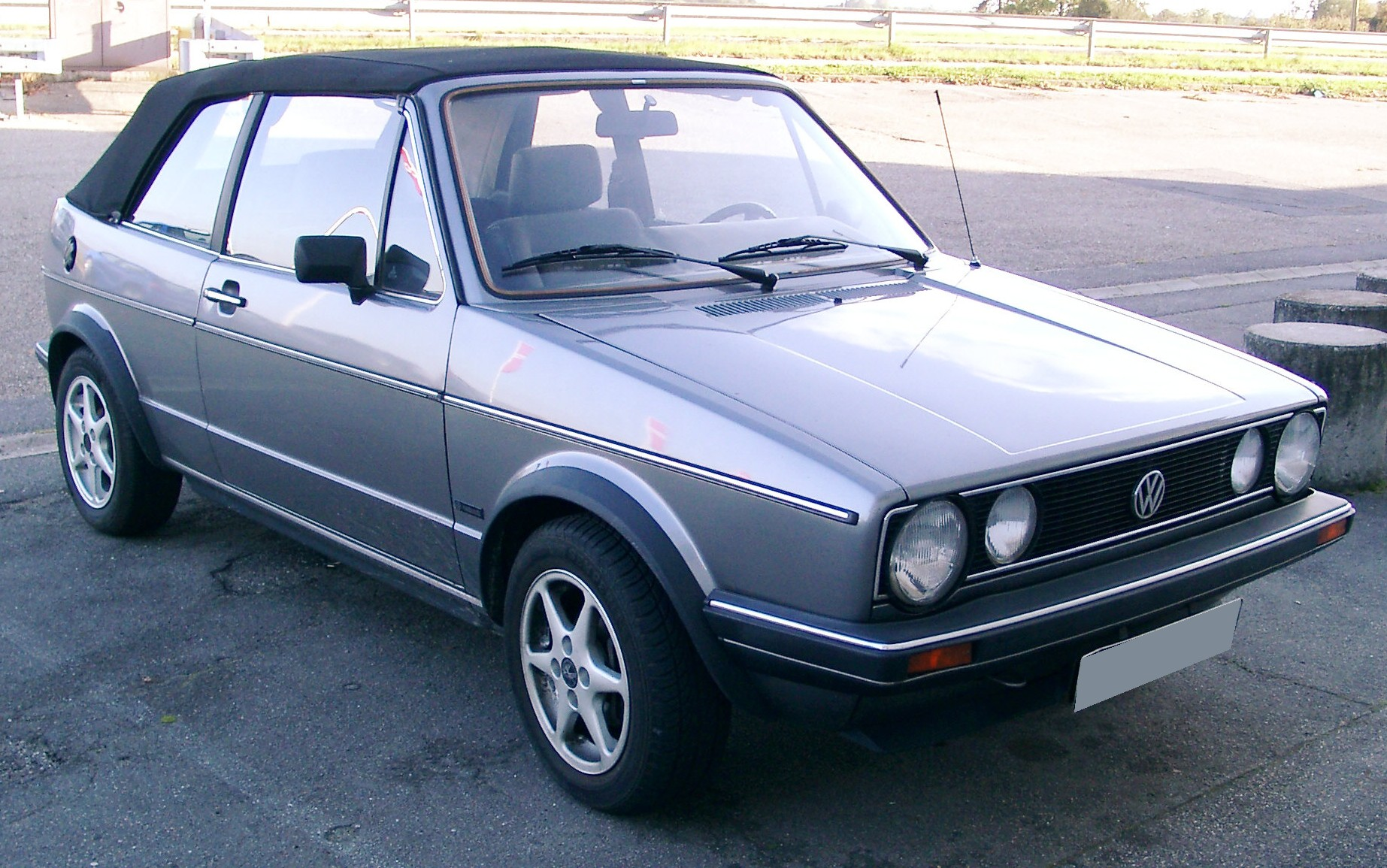

فولکس‌واگن گلف کابریولت (Volkswagen Golf Cabriolet) خودرویی است که در سال‌های ۱۹۷۹−۲۰۰۲در اسنابروک و آلمان تولید شده‌است. طراحی آن موتور جلو، خودرو محور جلو بوده است. 